# Ковентри (Род-Айленд)
Ковентри (англ. Coventry) — город, расположенный в округе Кент (штат Род-Айленд, США) с населением в 35 014 человек по статистическим данным переписи 2010 года (7-й по количеству жителей в штате). Ковентри является городом-побратимом Ковентри.

## География
По данным Бюро переписи населения США город Ковентри имеет общую площадь в 161,36 квадратных километров, из которых 154,1 кв. километров занимает земля и 7,25 кв. километров — вода. Площадь водных ресурсов округа составляет 4,49 % от всей его площади.
Город Ковентри расположен на высоте 129 метров над уровнем моря.

## Демография
По данным переписи населения 2000 года в Ковентри проживало 33 668 человек, 9295 семей, насчитывалось 12 596 домашних хозяйств и 13 059 жилых домов. Средняя плотность населения составляла около 227,1 человек на один квадратный километр. Расовый состав Ковентри по данным переписи распределился следующим образом: 97,60 % белых, 0,39 % — чёрных или афроамериканцев, 0,15 % — коренных американцев, 0,56 % — азиатов, 0,03 % — выходцев с тихоокеанских островов, 0,97 % — представителей смешанных рас, 0,31 % — других народностей. Испаноговорящие составили 1,14 % от всех жителей города.
Из 12 596 домашних хозяйств в 34,7 % — воспитывали детей в возрасте до 18 лет, 60,4 % представляли собой совместно проживающие супружеские пары, в 10,0 % семей женщины проживали без мужей, 26,2 % не имели семей. 21,2 % от общего числа семей на момент переписи жили самостоятельно, при этом 9,1 % составили одинокие пожилые люди в возрасте 65 лет и старше. Средний размер домашнего хозяйства составил 2,63 человек, а средний размер семьи — 3,07 человек.
Население города по возрастному диапазону по данным переписи 2000 года распределилось следующим образом: 24,9 % — жители младше 18 лет, 6,5 % — между 18 и 24 годами, 31,5 % — от 25 до 44 лет, 24,0 % — от 45 до 64 лет и 13,0 % — в возрасте 65 лет и старше. Средний возраст жителей составил 38 лет. На каждые 100 женщин в Ковентри приходилось 93,9 мужчин, при этом на каждые сто женщин 18 лет и старше приходилось 90,6 мужчин также старше 18 лет.
Средний доход на одно домашнее хозяйство в городе составил 51 987 долларов США, а средний доход на одну семью — 60 315 долларов. При этом мужчины имели средний доход в 40 174 доллара США в год против 29 357 долларов среднегодового дохода у женщин. Доход на душу населения в городе составил 22 091 доллар в год. 3,6 % от всего числа семей в городе и 5,2 % от всей численности населения находилось на момент переписи населения за чертой бедности, при этом 5,6 % из них были моложе 18 лет и 7,0 % — в возрасте 65 лет и старше.